# Ołena Kulczycka
Ołena Kulczycka (Oekraïens: Олена Львівна Кульчицька) (Berezhany, 15 september 1877 – 8 maart 1967, Lviv) was een Oekraïens kunstschilder.
Kulczycka volgde haar opleiding aan de Akademie der bildenden Künste Wien.. Het merendeel van haar oeuvre bestaat uit uit olieverfschilderijen, aquarellen en illustraties voor kinderboeken. In haar grafische werk maakte ze gebruik van verschillende technieken als houtgravure, linoleumsnede, kopergravure en etsen.
In 2007, op haar 130ste geboortedag werd in Lviv waar zij gewoond en gewerkt had het "Olena Kulchytska Museum" geopend.
Kulczycka werd begraven op de Lychakiv-begraafplaats in Lviv.
- Gemeinsame Normdatei: 1013373278
- International Standard Name Identifier: 0000 0000 3236 9583
- Library of Congress Control Number: n84058289
- Nationale Bibliotheek van Tsjechië: js2012695258
- Système universitaire de documentation: 111006902
- Virtual International Authority File: 3870569
- WorldCat: E39PBJycGQbBGGyDr6cR4xwpyd